# 阿南市立羽ノ浦小学校
阿南市立羽ノ浦小学校（あなんしりつ はのうらしょうがっこう）は、徳島県阿南市羽ノ浦町中庄原婦知にある公立小学校。

## 沿革
- 1872年（明治5年） - 郷学校を拳正寺に設置。
- 1882年（明治15年）7月 - 羽ノ浦村大字中庄字はらぶちに校舎新築。
- 1883年（明治16年） - 啓育小学校と改称。
- 1886年（明治19年）10月 - 中庄尋常小学校と改称。
- 1912年（大正元年）10月 - 羽ノ浦村立羽浦尋常高等小学校と改称。
- 1918年（大正7年） - 那賀郡羽ノ浦村の町制施行に伴い、羽ノ浦町立羽浦尋常高等小学校と改称。
- 1941年（昭和16年）4月1日 - 羽ノ浦町羽浦国民学校と改称。
- 1947年（昭和22年）4月1日 - 羽ノ浦町立羽ノ浦小学校と改称。
- 1972年（昭和47年）6月 - 講堂兼体育館並びに鉄筋3階建3教室完成。
- 1974年（昭和49年）3月 - 創立百周年記念事業を実施。鉄筋3階建3教室完成。
- 1980年（昭和55年）4月 - 校舎改築完了。
- 2006年（平成18年）3月20日 - 那賀郡羽ノ浦町が阿南市へ編入されたのに伴い、阿南市立羽ノ浦小学校と改称。

## 著名な出身者
- 森山暁生（プロ野球選手）

## 関連学校
- 阿南市立岩脇小学校の出身者と共に阿南市立羽ノ浦中学校へ進学。

## 周辺
- 羽ノ浦駅
- 徳島県立富岡東高等学校羽ノ浦校
- 阿南市羽ノ浦支所（旧・羽ノ浦町役場）
- 中庄郵便局
- 徳島県道130号大林津乃峰線（旧国道55号）
- 徳島県道172号羽ノ浦停車場線
- 徳島県道274号坂野羽ノ浦線

## アクセス
- JR牟岐線羽ノ浦駅から北東へ200m。
- 徳島県道274号坂野羽ノ浦線沿い。

## 通学区域が隣接する学校
- 阿南市立岩脇小学校
- 阿南市立平島小学校
- 阿南市立今津小学校
- 小松島市立坂野小学校
- 小松島市立新開小学校
- 小松島市立立江小学校